# Cupa României 1992/93
Der Cupa României in der Saison 1992/93 war das 55. Turnier um den rumänischen Fußballpokal. Sieger wurde zum sechsten Mal Universitatea Craiova, das sich im Finale am 26. Juni 1993 gegen Dacia Unirea Brăila durchsetzen konnte. Dadurch qualifizierte sich Uni Craiova für den Europapokal der Pokalsieger. Titelverteidiger Steaua Bukarest war im Viertelfinale ausgeschieden.

## Modus
Die Klubs der Divizia A stiegen erst in der Runde der letzten 32 Mannschaften ein. Im Achtelfinale fanden alle Spiele auf neutralem Platz statt. Es wurde jeweils nur eine Partie ausgetragen, Viertel- und Halbfinale wurde in Hin- und Rückspiel entschieden. Fand nur eine Partie statt und stand diese nach 90 Minuten unentschieden oder konnte in beiden Partien unter Berücksichtigung der Auswärtstorregel keine Entscheidung herbeigeführt werden, folgte eine Verlängerung von 30 Minuten. Falls danach noch immer keine Entscheidung gefallen war, wurde die Entscheidung im Elfmeterschießen herbeigeführt.

## Sechzehntelfinale
| Datum            |                                   | Ergebnis              |                          |
| ---------------- | --------------------------------- | --------------------- | ------------------------ |
| 28. Februar 1993 | Aris Arad                         | 1:6                   | Gloria Bistrița          |
|                  | FC Selena Bacău                   | 2:0                   | Sportul Studențesc       |
|                  | FC Maramureș Baia Mare            | 5:1                   | FC Politehnica Timișoara |
|                  | ICIM Brașov                       | 1:0                   | Oțelul Galați            |
|                  | CSM Bucecea                       | 1:5                   | FC Inter Sibiu           |
|                  | Danubiana Bukarest                | 1:8                   | Dinamo Bukarest          |
|                  | Gloria Buzău                      | 0:2                   | Steaua Bukarest          |
|                  | Cimentul Fieni                    | 0:2                   | Universitatea Cluj       |
|                  | ASA Agrojim Câmpulung Moldovenesc | 1:2                   | Progresul Bukarest       |
|                  | Venus Lugoj                       | 0:6                   | Universitatea Craiova    |
|                  | Steaua Mizil                      | 0:1                   | Dacia Unirea Brăila      |
|                  | Minerul Motru                     | 2:1 n. V.             | Electroputere Craiova    |
|                  | Unirea Tricolor Oltenița          | 0:0 n. V. (7:8 i. E.) | Petrolul Ploiești        |
|                  | Electro Mecon Onești              | 0:3                   | Rapid Bukarest           |
|                  | CSM Reșița                        | 1:0                   | FC Farul Constanța       |
|                  | Severnav Turnu Severin            | 0:1                   | FC Brașov                |

## Achtelfinale
| Datum         |                        | Ergebnis              |                    | Ort                   |
| ------------- | ---------------------- | --------------------- | ------------------ | --------------------- |
| 17. März 1993 | FC Maramureș Baia Mare | 4:2 n. V.             | ICIM Brașov        | Alba Iulia            |
|               | Gloria Bistrița        | 1:0                   | Rapid Bukarest     | Brașov                |
|               | Dacia Unirea Brăila    | 1:0                   | Minerul Motru      | Bukarest              |
|               | FC Brașov              | 1:1 n. V. (4:2 i. E.) | FC Selena Bacău    | Buzău                 |
|               | Universitatea Craiova  | 1:0 n. V.             | CSM Reșița         | Drobeta Turnu Severin |
|               | Universitatea Cluj     | 3:2                   | Dinamo Bukarest    | Oradea                |
|               | FC Inter Sibiu         | 1:0                   | Petrolul Ploiești  | Râmnicu Vâlcea        |
| 31. März 1993 | Steaua Bukarest        | 1:0                   | Progresul Bukarest | Bukarest              |

## Viertelfinale
Die Hinspiele fanden am 21. April 1993, die Rückspiele am 28. April 1993 statt.
|                        | Gesamt |                    | Hinspiel | Rückspiel |
| ---------------------- | ------ | ------------------ | -------- | --------- |
| FC Maramureș Baia Mare | 3:2    | FC Inter Sibiu     | 2:2      | 1:0       |
| Gloria Bistrița        | 2:1    | Steaua Bukarest    | 1:0      | 1:1       |
| Dacia Unirea Brăila    | 2:1    | FC Brașov          | 1:0      | 1:1       |
| Universitatea Craiova  | 4:3    | Universitatea Cluj | 2:0      | 2:3       |

## Halbfinale
Die Hinspiele fanden am 12. Mai 1993, die Rückspiele am 19. Mai 1993 statt.
|                       | Gesamt |                        | Hinspiel | Rückspiel |
| --------------------- | ------ | ---------------------- | -------- | --------- |
| Dacia Unirea Brăila   | 4:3    | FC Maramureș Baia Mare | 3:2      | 1:1       |
| Universitatea Craiova | 2:1    | Gloria Bistrița        | 1:0      | 1:1 n. V. |

## Finale
| Paarung               | Universitatea Craiova – Dacia Unirea Brăila |
| Ergebnis              | 2:0 (0:0) |
| Datum                 | 26. Juni 1993 |
| Stadion               | Nationalstadion, Bukarest |
| Zuschauer             | 10.000 |
| Schiedsrichter        | Mircea Salomir (Cluj-Napoca) |
| Tore                  | 1:0 Cristian Vasc (81.) 2:0 Gheorghe Craioveanu (88.) |
| Universitatea Craiova | Silviu Lung, Daniel Mogoșanu, Nicolae Zamfir, Emil Săndoi (85. Dumitru Predoi), Victor Cojocaru, Silvian Cristescu (70. Gheorghe Craioveanu), Corneliu Papură, Ovidiu Stîngă, Cristian Vasc, Ionel Gane, Eugen Neagoe Cheftrainer: Marian Bondrea |
| Dacia Unirea Brăila   | Cătălin Hăisan, Adrian Baldovin, Vasile Brătianu, Vasilică Darie, Sandu Minciu, Tudorel Pelin, Lucian Măstăcan (83. Gheorghe Negoiță), Marin Petrache, Ionel Drăgoi, Vasile Matincă, Arben Minga (85. Marian Lazăr) Cheftrainer: Ioan Sdrobiș     |